# Cordylobia rodhaini
Cordylobia rodhaini är en tvåvingeart som beskrevs av Gedoelst 1910. Cordylobia rodhaini ingår i släktet Cordylobia och familjen spyflugor. Inga underarter finns listade i Catalogue of Life.